# Konsulent (Zeit des Nationalsozialismus)
Als Konsulent wurden in der Zeit von 1938 bis 1945 im Deutschen Reich jüdische Juristen bezeichnet, denen zwar die generelle Zulassung als Rechtsanwalt entzogen worden war, die aber die Genehmigung erhalten hatten, zumindest in wenigen verbliebenen Angelegenheiten andere Juden juristisch zu vertreten oder zu beraten.

## Begriff
Bereits durch das Gesetz über die Zulassung zur Rechtsanwaltschaft vom 7. April 1933 hatten in der Zeit des Nationalsozialismus viele jüdische Rechtsanwälte ihre Zulassung verloren; andere blieben zunächst durch das sogenannte Frontkämpferprivileg oder andere im Gesetz genannte Ausnahmeregelungen verschont. Mit der Fünften Verordnung zum Reichsbürgergesetz vom 27. September 1938 entzogen die Nationalsozialisten allen „nichtarischen“ Rechtsanwälten im alten Reichsgebiet die Zulassung mit Wirkung zum 30. November 1938 und setzten einige von ihnen als Konsulenten ein, die ausschließlich für jüdische Mandanten tätig werden durften. Anstelle der 1.753 noch Anfang 1938 zugelassenen jüdischen Rechtsanwälte wurden im Altreich 172 Konsulenten eingesetzt. Ihre Zulassung war jederzeit widerruflich; der Ort der Niederlassung wurde zugewiesen und durfte nicht länger als eine Woche verlassen werden. Für Österreich galten Übergangs- und Ausnahmebestimmungen.
Der Nationalsozialistische Rechtswahrerbund kommentierte: „Der jüdische Konsulent darf unter keinen Umständen als Rechtswahrer oder auch nur anwaltsähnliche Institution angesprochen werden. Er ist nichts weiter als ein Interessenvertreter für eine jüdische Partei. Recht wahren können nur die Richter und Rechtsanwälte als gerichtliches Organ. Die vom Gesetzgeber gewählte Lösung ist ein würdiger, weltanschaulich bedingter Ausgleich. Dem deutschen Volksgenossen der deutsche Rechtswahrer! Dem Juden der jüdische Konsulent! Mit Stolz kann der deutsche Anwalt sich wieder Rechtsanwalt nennen!“
In einer ähnlichen Situation befanden sich auch jüdische Ärzte. Für sie existierte die Bezeichnung „(jüdischer) Krankenbehandler“.

## Berufsausübung
Die Konsulenten erhoben Gebühren für Rechnung einer Ausgleichsstelle. Nach Abzug der Kanzlei-Kosten und einer festgelegten Vergütung wurden bis zu 70 Prozent der vereinnahmten Summe an diese abgeführt. Die Ausgleichsstelle zahlte davon den ausgeschiedenen jüdischen Rechtsanwälten, die als „Frontkämpfer“ galten, einen jederzeit widerruflichen Unterhaltszuschuss. Dieser konnte für einen verheirateten Anwalt, dem auch als Frontkämpfer die Berufsausübung versagt worden war, 250 RM betragen, war aber oft erheblich geringer.
Von den 69 Rechtsanwälten, denen 1938 in Hamburg die Zulassung entzogen wurden, durften nur sieben als Konsulent weiter tätig sein. Konsulenten mussten vor Gericht ohne Robe auftreten und konnten ab 1940 als Verteidiger bei Strafsachen zurückgewiesen werden. Das Schwergewicht ihrer Arbeit lag auf der Beratung von Juden, die auswandern wollten: Die Konsulenten verhandelten mit Finanz- und Devisenämtern oder traten als Bevollmächtigte emigrierter Juden auf.